# Nesselsdorf U

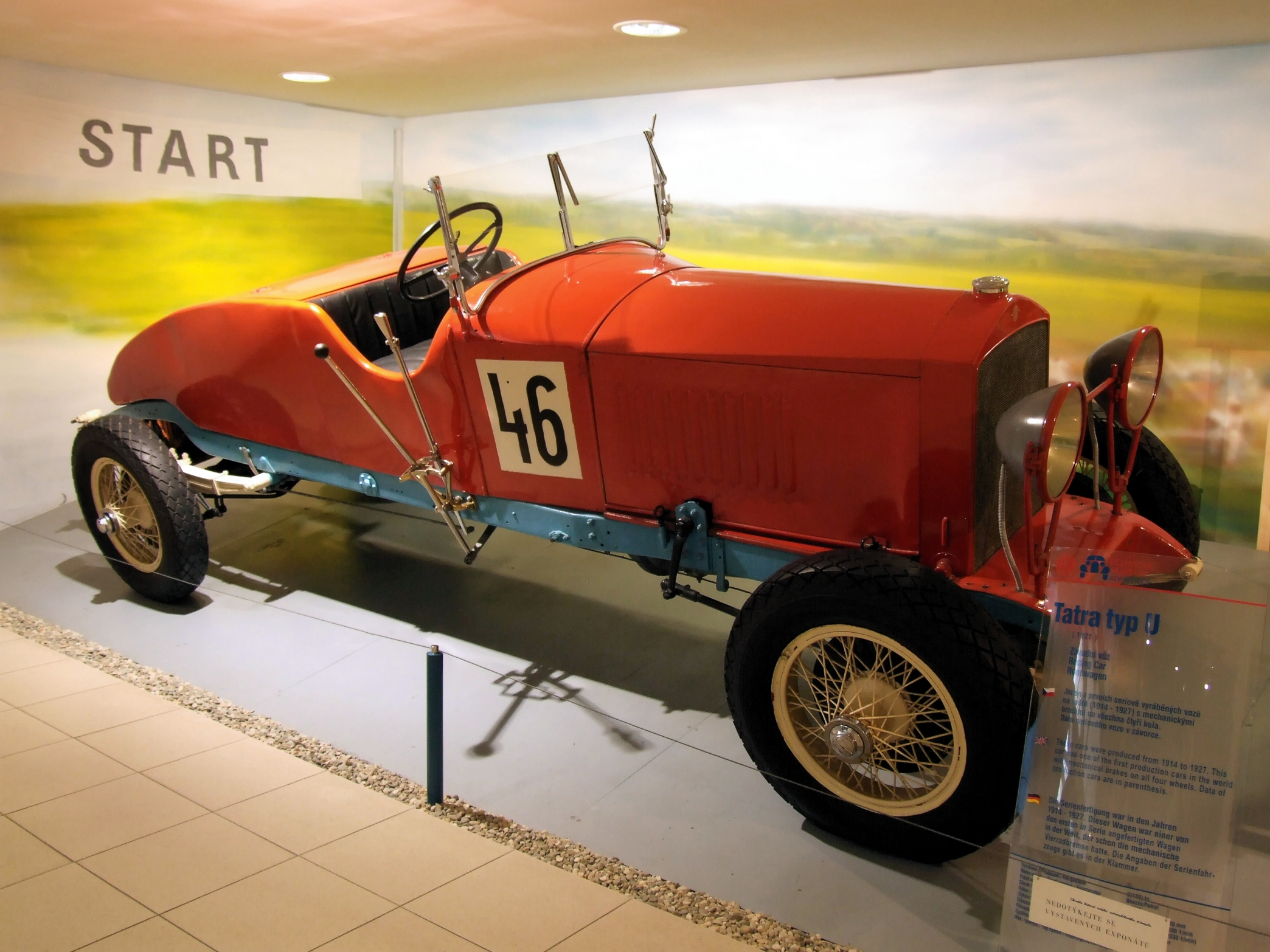
Nesselsdorf U

Der Nesselsdorf U war ein Automobil der Nesselsdorfer Wagenbau-Fabriks-Gesellschaft. Er erschien 1914 als Nachfolger des PKW-Typs S 6 von 1906.
Sein Sechszylinder-Reihenmotor mit obenliegender Nockenwelle, 5340 cm³ Hubraum und 65–70 PS (48–51 kW) Leistung war vorne eingebaut. Dieser neue Blockmotor mit Nockenwellenantrieb durch Königswelle war von Hans Ledwinka entwickelt worden. Er war nach wie vor mit Magnetzündung versehen, aber statt des Steigstromvergasers gab es einen Zenith-Flachstromvergaser des Typs 42 DK. Das Fahrzeug hatte einen Leiterrahmen und vorn und hinten blattgefederte Starrachsen. Der U war einer der ersten Fahrzeugtypen mit Bremsen auch an den Vorderrädern („Vierradbremse“). Es gab unterschiedliche Aufbauten mit bis zu sechs Sitzen, zum Beispiel Tourer, Landauer oder Limousinen. Die Höchstgeschwindigkeit des 1800 kg schweren Wagens lag bei 100–120 km/h.
Als 1923 die Ringhoffer AG den Nesselsdorfer Betrieb übernahm, wurde dieser Wagen als Tatra 10 noch bis 1925 verkauft. Es gab ihn mit 4 und 6-sitzigen Aufbauten als Tourer, Landauer und Limousine. Der Motor entwickelte 68 PS (50 kW) und beschleunigte das 1920 kg schwere Fahrzeug auf bis zu 120 km/h.
Nachfolger des Tatra 10 war ab 1925 der Typ 17.